# Fester Funkdienst

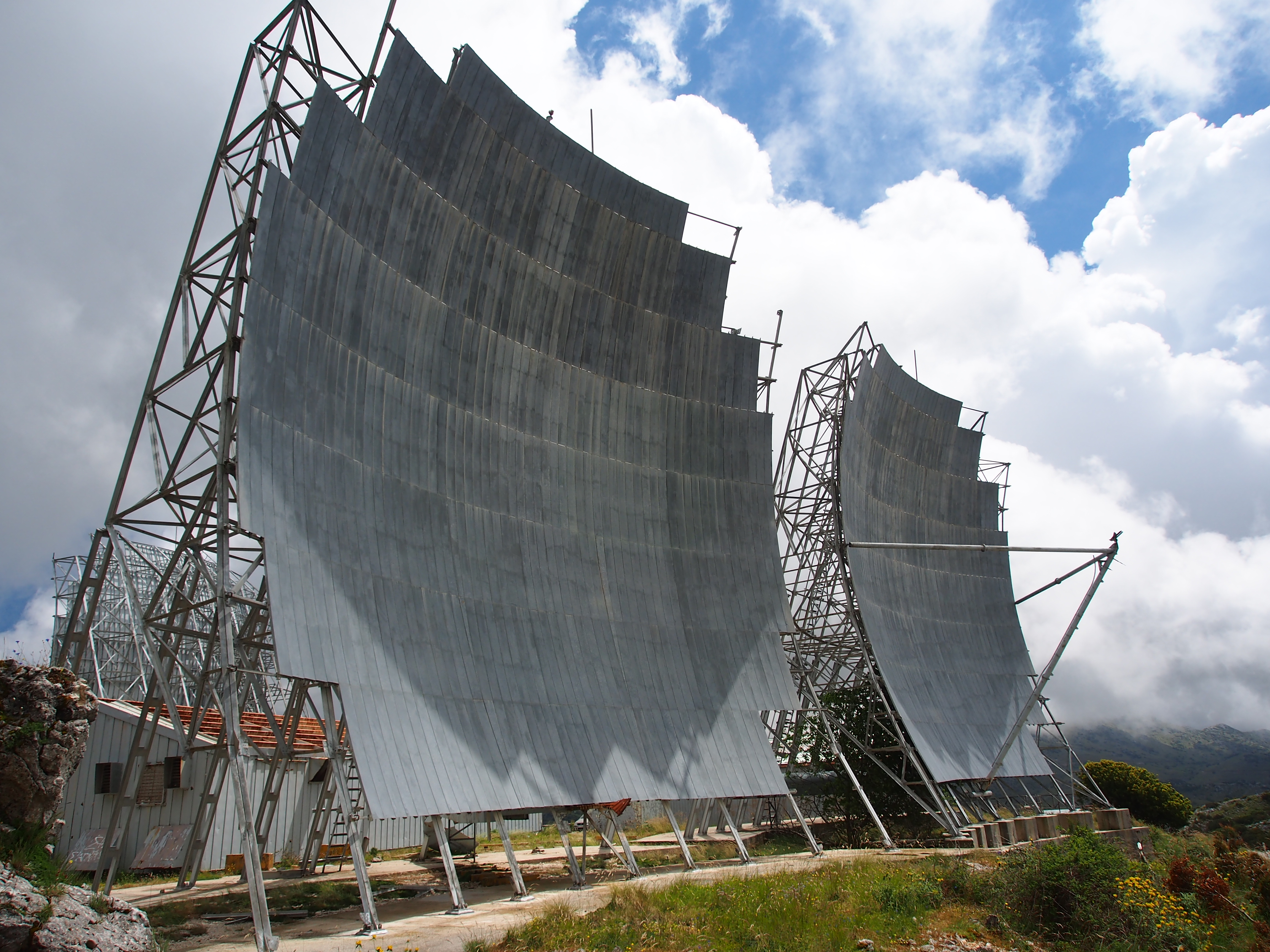
Richtantennen des ACE High auf Lefkada

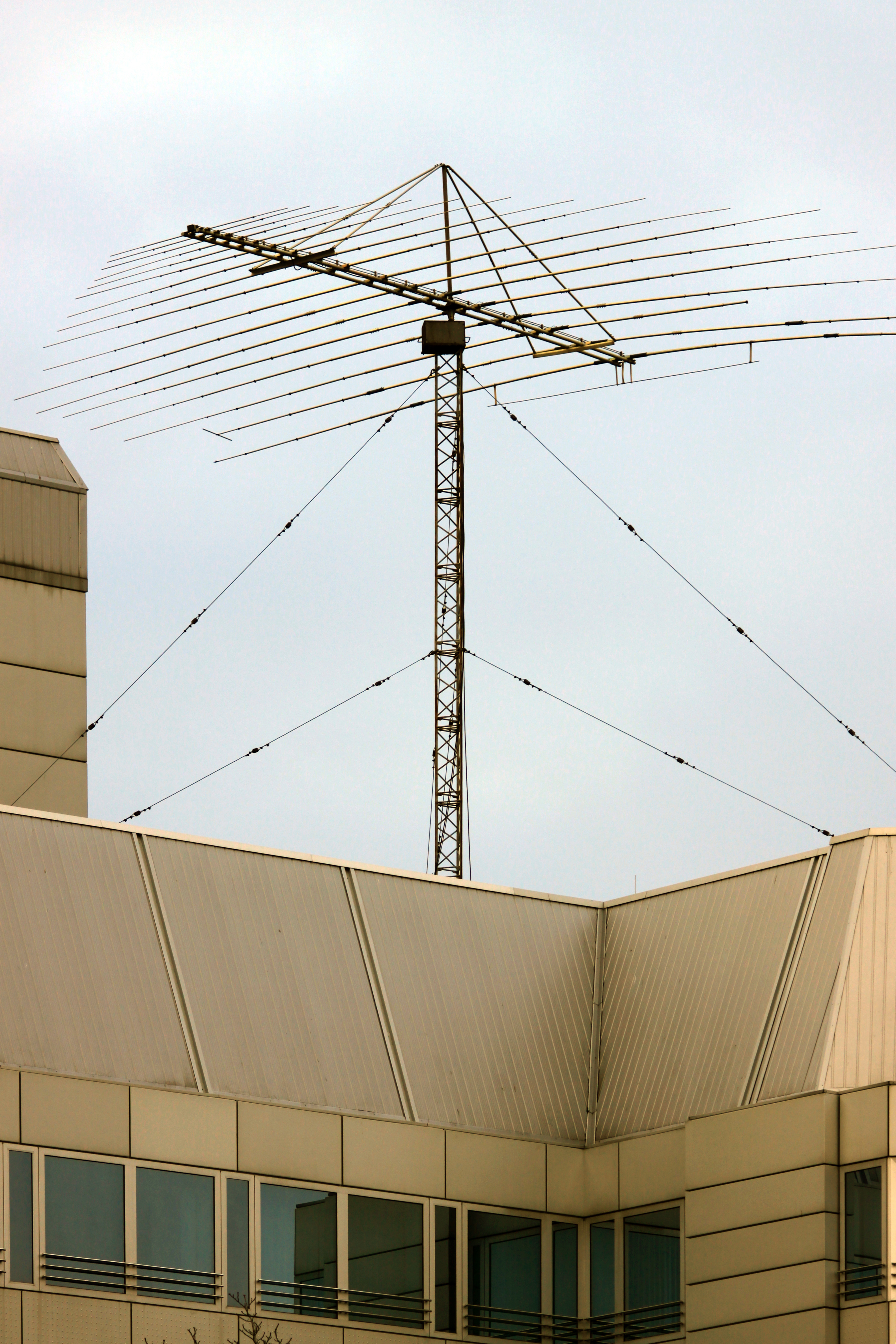
Kurzwellenrichtantenne auf der Botschaft der VR China in Berlin

Fester Funkdienst (englisch – fixed (radiocommunication) service) ist – entsprechend Artikel 1.20 der Vollzugsordnung für den Funkdienst (VO Funk) der Internationalen Fernmeldeunion (ITU) – definiert als «Funkdienst zwischen bestimmten festen Punkten.»

## Beispiele
Folgende Funkanwendungen werden u. a. als Fester Funkdienst betrieben:
- Richtfunk
- Troposphärenfunk
- Botschaftsfunk, zwischen festen Punkten
- Betriebsfunk, zwischen festen Punkten

## Österreich
In Österreich vergibt das das Fernmeldebüro Lizenzen für Festen Funkdienst unter 1 Gigahertz (GHz), für Punkt-zu-Punkt-Richtfunkanlagen über 1 GHz und Richtfunkverteilsysteme (WLL – Wireless Local Loop).